# مقبرة 53
المقبرة رقم 53 و المعروفة علمياً بالرمز KV53 هي مقبرة مصرية قديمة تقع في وادي الملوك في مصر. لم يتم رسم مخطط لها بالكامل، ولكنها تتكون من غرفة واحدة في نهاية الممر الرأسي.
مؤخراً (في شتاء 2009-2010) أجرى فريق من المجلس الأعلى للآثار (SCA) حفريات في هذه المنطقة محاولين نقل المقابر KV50 وKV51 وKV52 و KV53، وكشف ذلك عن فخار مزخرف أزرق اللون من الأسرة الثامنة عشرة وأدوات وشقف عليها رسوم وكتابات هيراطيقية شملت:
- رسم لملكة جالسة تقدم قربانًا
- تصوير لمشاهد جنسية مع امرأة وحيوانات
- خراطيش لرمسيس الثاني.

## روابط خارجية
- مشروع رسم خرائط طيبة: KV53 - يتضمن خرائط تفصيلية لمعظم المقابر.